# Wydział Filozofii Chrześcijańskiej Uniwersytetu Kardynała Stefana Wyszyńskiego
Wydział Filozofii Chrześcijańskiej Uniwersytetu Kardynała Stefana Wyszyńskiego – jeden z dwunastu wydziałów Uniwersytetu Kardynała Stefana Wyszyńskiego w Warszawie. Jego siedziba znajduje się przy ul. Wóycickiego 1/3 w Warszawie.
Powstał w roku 1954.

## Kierunki kształcenia
Dostępne kierunki:
- Filozofia (studia I i II stopnia)
- Ochrona środowiska (studia I i II stopnia)
- Psychologia (jednolite studia magisterskie) – studia stacjonarne i niestacjonarne

## Poczet dziekanów
1. ks. prof. dr hab. Piotr Chojnacki (1954–1955)
2. ks. prof. dr hab. Kazimierz Kłósak (1955–1958)
3. ks. prof. dr hab. Piotr Chojnacki (1958–1964)
4. ks. prof. dr hab. Józef Iwanicki (1964–1965)
5. ks. prof. dr hab. Kazimierz Kłósak (1965–1977)
6. ks. prof. dr hab. Tadeusz Ślipko (1977–1981)
7. ks. prof. dr hab. Mieczysław Lubański (1981–1987)
8. ks. prof. dr hab. Bernard Hałaczek (1987–1993)
9. ks. prof. dr hab. Józef Marceli Dołęga (1993–1996)
10. prof. dr hab. Andrzej Strzałecki (1996–1999)
11. ks. prof. dr hab. Józef Marceli Dołęga (1999–2005)
12. ks. prof. dr hab. Jan Krokos (2005–2012)
13. prof. dr hab. Anna Latawiec (2012–2019)
14. dr hab. Adam Świeżyński (2019–2020)
15. ks. dr hab. Maciej Bała (od 2020)

## Władze wydziału
W kadencji 2020–2024:
| Stanowisko                                                            | Imię i nazwisko           |
| --------------------------------------------------------------------- | ------------------------- |
| Dziekan                                                               | ks. dr hab. Maciej Bała   |
| Prodziekan ds. studenckich (kierunki: Filozofia i Ochrona środowiska) | dr Grzegorz Embros        |
| Prodziekan ds. studenckich (kierunek Psychologia)                     | dr hab. Włodzimierz Strus |

## Struktura organizacyjna

### Instytut Filozofii
Dyrektor: ks. dr hab. Ryszard Sadowski
- Katedra Ekofilozofii
- Katedra Etyki
- Katedra Filozofii Kultury i Religii
- Katedra Filozofii Przyrody
- Katedra Historii Filozofii
- Katedra Metafizyki
- Katedra Logiki i Metodologii Nauk
- Katedra Teorii Poznania

### Instytut Psychologii
Dyrektor: dr hab. Jan Cieciuch
- Katedra Metodologii Badań Psychologicznych
- Katedra Psychologii Osobowości
- Katedra Psychologii Poznawczej
- Katedra Psychologii Rozwoju, Wychowania i Rodziny
- Katedra Psychologii Różnic Indywidualnych
- Katedra Psychologii Społecznej
- Zakład Psychologii Klinicznej i Psychoterapii
- Zakład Psychologii Pracy i Organizacji
- Zakład Psychologii Sądowej i Penitencjarnej
- Zakład Psychologii Wspomagania Rozwoju
- Centrum Badań nad Biegiem Życia Człowieka i Rodziny
- Centrum Psychologii Antropologicznej
- Centrum Psychologii Międzykulturowej
- Centrum Psychosomatyki i Psychologii Zdrowia
- Laboratorium Metod Badawczych i Diagnostycznych
- Ośrodek Projektowy Instytutu Psychologii

### Centrum Ekologii i Ekofilozofii
Dyrektor: prof. dr hab. Jacek Tomczyk